# 東津軽郡

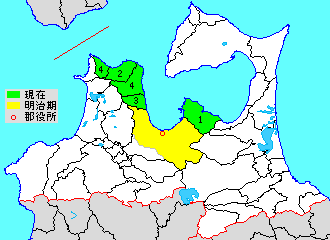
青森県東津軽郡の範囲（1.平内町 2.今別町 3.蓬田村 4.外ヶ浜町）

東津軽郡（ひがしつがるぐん）は、青森県の郡。本郡と旧浪岡町域を除く青森市の領域は古来より外が浜と呼ばれていた。
人口17,946人、面積653.5km²、人口密度27.5人/km²。（2025年2月1日、推計人口）
以下の3町1村を含む。
- 平内町（ひらないまち）
- 今別町（いまべつまち）
- 蓬田村（よもぎたむら）
- 外ヶ浜町（そとがはままち）

## 郡域
1878年（明治11年）に行政区画として発足した当時の郡域は、上記3町1村に青森市の大部分（浪岡各町を除く）を加えた区域にあたる。本郡の津軽半島部（平内町を除く区域）を上磯（かみいそ）という。

## 歴史
平内は南北朝時代まで糠部郡だった。

### 郡発足までの沿革
- 「旧高旧領取調帳」に記載されている明治初年時点での、津軽郡のうち後の当郡域の支配は以下の通り。（1町165村）

| 知行 | 知行       | 村数      | 村名 |
| ---- | ---------- | --------- | --- |
| 藩領 | 陸奥弘前藩 | 1町 137村 | 青森町、浦町村、堤村、勝田村、大野村、八ツ役村、荒川村、高田村、小館村、入内村、野沢村、宮ノ袋村、大柳辺村、大別内村、金浜村、野木村、上野村、新町野村、合子沢村、牛館村、浜田村、雲谷村、里見村、小畑沢村、滝野沢村、田茂木野村、油川村、鶴ヶ坂村、岩渡村、孫内村、大谷村、戸門村、大袋村、新城村、岡町村、羽白村、寺内村、十三森村、田沢村、鹿渡沼村、夏井田村、八重館村、飛鳥村、新田村、沖館村、古川村、滝村、石神村、三内村、浪館村、安田村、細越村、今津村、野田村、根岸村、平舘村、石崎村、一本木村、大川平村、鍋田村、今別村、浜名村、増川村、三厩村、瀬戸子村、奥内村、前田村、清水村、内真部村、左堰村、小橋村、浜松村、川崎村、六枚橋村、大橋村、後潟村、赤川村、四戸橋村、中沢村、長科村、阿弥陀川村、蓬田村、郷沢村、瀬辺地村、広瀬村、蟹田村、小国村、中師村、石浜村、南沢村、山本村、大平村、横内村、野尻村、四ツ石村、大矢沢村、幸畑村、深持村、筒井村、松森村、古館村、駒籠村、宮崎村、沢山村、玉清水村、蔵沢村、浜館村、田屋敷村、戸山村、貝久保村、戸崎村、桑原村、小柳村、造道村、原別村、泉野村、八幡林村、矢田前村、後萢村、平新田村、諏訪沢村、水木館村、根子屋沢村、築木館村、奥野村、滝沢村、宮田村、宮田崎村、三本木村、馬屋尻村、長森村、矢田村、久栗坂村、根井村、浅虫村、野内村、海老沼村、八重田村 |
| 藩領 | 陸奥黒石藩 | 28村      | 小湊村、内童子村、田茂木村、外童子村、松野木村、薬師野村、清水川村、口広村、浜子村、沼館村、福島村、福館村、藤沢村、盛田村、山口村、増田村、小豆沢村、中野村、土屋村、浪打村、茂浦村、稲生村、久慈村、田沢村、白砂村、滝村、浅所村、狩場沢村 |

- 明治4年
  - 7月14日（1871年8月29日） - 廃藩置県により弘前県、黒石県の管轄となる。
  - 11月2日（1871年12月13日） - 第1次府県統合により、全域が青森県の管轄となる。
  - 江渡村が起立。（1町166村）
- 明治7年（1874年） - このころ海老沼村が八重田村に、久慈村が稲生村にそれぞれ合併されたとみられる。（1町164村）
- 明治8年（1875年） - 石神村・江渡村が合併して石江村となる。（1町163村）
- 明治9年（1876年）（一部は推定）（1町137村）
  - 堤村・勝田村が浦町村に、宮ノ袋村が野沢村に、大柳辺村・里見村が野沢村に、滝野沢村が大別内村に、大袋村が戸門村に、寺内村が羽白村に、十三森村が油川村に、鹿渡沼村が田沢村に、夏井田村・八重館村が飛鳥村に、浜松村・川崎村が小橋村に、大橋村が六枚橋村に、赤川村が清水村に、宮崎村・玉清水村・蔵沢村が駒籠村に、貝久保村が戸山村に、水木館村・根子屋沢村・奥野村が諏訪沢村に、宮田崎村が宮田村に、根井村が久栗坂村にそれぞれ合併。
  - 深持村が廃村となり、大矢沢村・田茂木村・幸畑村などに合併。

### 郡発足以降の沿革
- 明治11年（1878年）（1町137村）
  - 10月30日 - 郡区町村編制法の青森県での施行により、津軽郡のうち青森町ほか1町137村の区域に行政区画としての東津軽郡が発足。郡役所が青森町に設置。
  - 郡内に2ヶ所ずつ存在する滝村、田沢村が、西田沢村、西滝村（ともに現・青森市）、東田沢村、東滝村（ともに現・平内町）に改称。
  - 浜名村の一部（支村藤島村・釜野沢村・六条間村・元宇鉄村・神宇鉄村）が分立して宇鉄村となる。
  - 長森村が矢田村に合併。

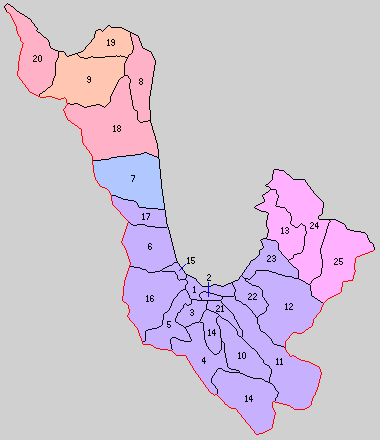
1.青森町 2.浦町村 3.大野村 4.高田村 5.滝内村 6.奥内村 7.蓬田村 8.平舘村 9.今別村 10.横内村 11.造道村 12.東岳村 13.西平内村 14.荒川村 15.油川村 16.新城村 17.後潟村 18.蟹田村 19.一本木村 20.三厩村 21.筒井村 22.原別村 23.野内村 24.中平内村 25. 東平内村（紫：青森市 桃：平内町 赤：外ヶ浜町 橙：今別町 青：合併なし）

- 明治22年（1889年）4月1日 - 町村制の施行により、以下の町村が発足。特記以外は現・青森市。（1町24村）
  - 青森町 ← 青森町[4]、大野村［字長嶋］、造道村［字浪打］
  - 浦町村（浦町村の大部分が単独村制）
  - 大野村 ← 大野村［大部分］、細越村、安田村
  - 高田村 ← 高田村、小館村、入内村、大谷村、野沢村、小畑沢村
  - 滝内村 ← 沖館村、古川村、新田村、西滝村、三内村、浪館村、岩渡村、孫内村
  - 奥内村 ← 奥内村、前田村、清水村、内真部村、飛鳥村、西田沢村、瀬戸子村
  - 蓬田村 ← 蓬田村、広瀬村、瀬辺地村、郷沢村、阿弥陀川村、長科村、中沢村
  - 平舘村 ← 平舘村、根岸村、石崎村、野田村、今津村、石浜村の一部（現・外ヶ浜町）
  - 今別村 ← 今別村、浜名村、大川平村、鍋田村（現・今別町）
  - 横内村 ← 横内村、野尻村、四ツ石村、大矢沢村、田茂木野村、雲谷村、合子沢村、新町野村、牛館村
  - 造道村 ← 小柳村、戸山村、沢山村、駒籠村、古館村、松森村、浜館村、田屋敷村、八重田村、造道村［大部分］
  - 東岳村 ← 宮田村、馬屋尻村、三本木村、滝沢村、矢田村
  - 西平内村 ← 山口村、藤沢村、増田村、小豆沢村、中野村、土屋村、浪打村、茂浦村、稲生村（現・平内町）
  - 荒川村 ← 荒川村、八ツ役村、上野村、野木村、大別内村、金浜村
  - 油川村 ← 油川村、羽白村
  - 新城村 ← 新城村、石江村、戸門村、鶴ヶ坂村、岡町村
  - 後潟村 ← 後潟村、四戸橋村、六枚橋村、小橋村、左堰村
  - 蟹田村 ← 蟹田村、中師村、石浜村の一部、小国村、山本村、大平村、南沢村（現・外ヶ浜町）
  - 一本木村（単独村制。現・今別町）
  - 三厩村 ← 増川村、三厩村、宇鉄村（現・外ヶ浜町）
  - 筒井村 ← 筒井村、幸畑村、浜田村、浦町村［一部］
  - 原別村 ← 矢田前村、平新田村、諏訪沢村、築木館村、後萢村、桑原村、戸崎村、八幡林村、泉野村、原別村
  - 野内村 ← 久栗坂村、野内村、浅虫村
  - 中平内村 ← 小湊村、盛田村、福島村、福館村、浅所村、東滝村、白砂村、東田沢村、沼館村、浜子村、内童子村、田茂木村（現・平内町）
  - 東平内村 ← 清水川村、口広村、狩場沢村、薬師野村、松野木村、外童子村（現・平内町）
- 明治24年（1891年）4月1日 - 郡制を施行。
- 明治30年（1897年）10月1日 - 浦町村が青森町に編入。（1町23村）また、同日に滝内村大字古川を青森町に編入。
- 明治31年（1898年）4月1日 - 青森町が市制施行して青森市となり、郡より離脱。（23村）
- 大正8年（1919年）4月1日 - 油川村が町制施行して油川町となる。（1町22村）
- 大正12年（1923年）4月1日 - 郡会が廃止。郡役所は存続。
- 大正15年（1926年）7月1日 - 郡役所が廃止。以降は地域区分名称となる。
- 昭和2年（1927年）
  - 4月1日 - 滝内村の一部（沖館・新田）、造道村の一部（造道・八重田）が青森市に編入。
  - 5月15日 - 造道村が浜舘村に改称。
- 昭和3年（1928年）10月1日 - 中平内村が町制施行・改称して小湊町となる。（2町21村）
- 昭和14年（1939年）6月1日 - 油川町が青森市に編入。（1町21村）
- 昭和16年（1941年）10月5日 - 蟹田村が町制施行して蟹田町となる。（2町20村）
- 昭和17年（1942年）7月1日 - 「東津軽地方事務所」が青森市に設置され、本郡を管轄。
- 昭和26年（1951年）4月1日 - 滝内村が青森市に編入。（2町19村）
- 昭和27年（1952年）8月31日 - 筒井村が町制施行して筒井町となる。（3町18村）
- 昭和29年（1954年）5月3日 - 大野村が青森市に編入。（3町17村）
- 昭和30年（1955年）
  - 1月1日 - 筒井町・横内村・東岳村・高田村が青森市に編入。（2町14村）
  - 1月15日 - 浜舘村・荒川村が青森市に編入。（2町12村）
  - 3月1日 - 新城村・奥内村・原別村が青森市に編入。（2町9村）
  - 3月31日（3町5村）
    - 小湊町・東平内村・西平内村が合併して平内町が発足。
    - 今別村・一本木村が合併して今別町が発足。
- 昭和31年（1956年）9月1日 - 後潟村が青森市に編入。（3町4村）
- 昭和37年（1962年）10月1日 - 野内村が青森市に編入。（3町3村）
- 平成17年（2005年）3月28日 - 蟹田町・平舘村・三厩村が合併して外ヶ浜町が発足。（3町1村）

### 変遷表
| 明治22年以前 | 明治22年4月1日 | 明治22年 - 大正15年          | 昭和元年 - 昭和19年                                           | 昭和20年 - 昭和29年         | 昭和30年 - 昭和64年          | 平成元年 - 現在             | 現在     |
| ------------ | -------------- | ---------------------------- | ------------------------------------------------------------- | --------------------------- | ---------------------------- | --------------------------- | -------- |
|              | 中平内村       | 中平内村                     | 昭和3年10月1日 町制改称 小湊町                                | 小湊町                      | 昭和30年3月31日 平内町       | 平内町                      | 平内町   |
|              | 東平内村       | 東平内村                     | 東平内村                                                      | 東平内村                    | 昭和30年3月31日 平内町       | 平内町                      | 平内町   |
|              | 西平内村       | 西平内村                     | 西平内村                                                      | 西平内村                    | 昭和30年3月31日 平内町       | 平内町                      | 平内町   |
|              | 青森町         | 明治31年4月1日 市制          | 青森市                                                        | 青森市                      | 青森市                       | 平成17年4月1日 青森市の一部 | 青森市   |
|              | 浦町村         | 明治30年10月1日 青森町に編入 | 青森市                                                        | 青森市                      | 青森市                       | 平成17年4月1日 青森市の一部 | 青森市   |
|              | 油川村         | 大正8年4月1日 町制           | 昭和14年6月1日 青森市に編入                                   | 青森市                      | 青森市                       | 平成17年4月1日 青森市の一部 | 青森市   |
|              | 滝内村         | 滝内村                       | 昭和2年4月1日 沖館・新田を 青森市に編入                       | 昭和26年4月1日 青森市に編入 | 青森市                       | 平成17年4月1日 青森市の一部 | 青森市   |
|              | 大野村         | 大野村                       | 大野村                                                        | 昭和29年5月3日 青森市に編入 | 青森市                       | 平成17年4月1日 青森市の一部 | 青森市   |
|              | 筒井村         | 筒井村                       | 筒井村                                                        | 昭和27年8月31日 町制        | 昭和30年1月1日 青森市に編入  | 平成17年4月1日 青森市の一部 | 青森市   |
|              | 横内村         | 横内村                       | 横内村                                                        | 横内村                      | 昭和30年1月1日 青森市に編入  | 平成17年4月1日 青森市の一部 | 青森市   |
|              | 東岳村         | 東岳村                       | 東岳村                                                        | 東岳村                      | 昭和30年1月1日 青森市に編入  | 平成17年4月1日 青森市の一部 | 青森市   |
|              | 高田村         | 高田村                       | 高田村                                                        | 高田村                      | 昭和30年1月1日 青森市に編入  | 平成17年4月1日 青森市の一部 | 青森市   |
|              | 造道村         | 造道村                       | 昭和2年4月1日 造道・八重田を 青森市に編入 5月15日 改称 浜舘村 | 浜舘村                      | 昭和30年1月15日 青森市に編入 | 平成17年4月1日 青森市の一部 | 青森市   |
|              | 荒川村         | 荒川村                       | 荒川村                                                        | 荒川村                      | 昭和30年1月15日 青森市に編入 | 平成17年4月1日 青森市の一部 | 青森市   |
|              | 新城村         | 新城村                       | 新城村                                                        | 新城村                      | 昭和30年3月1日 青森市に編入  | 平成17年4月1日 青森市の一部 | 青森市   |
|              | 奥内村         | 奥内村                       | 奥内村                                                        | 奥内村                      | 昭和30年3月1日 青森市に編入  | 平成17年4月1日 青森市の一部 | 青森市   |
|              | 原別村         | 原別村                       | 原別村                                                        | 原別村                      | 昭和30年3月1日 青森市に編入  | 平成17年4月1日 青森市の一部 | 青森市   |
|              | 後潟村         | 後潟村                       | 後潟村                                                        | 後潟村                      | 昭和31年9月1日 青森市に編入  | 平成17年4月1日 青森市の一部 | 青森市   |
|              | 野内村         | 野内村                       | 野内村                                                        | 野内村                      | 昭和37年10月1日 青森市に編入 | 平成17年4月1日 青森市の一部 | 青森市   |
|              | 蓬田村         | 蓬田村                       | 蓬田村                                                        | 蓬田村                      | 蓬田村                       | 蓬田村                      | 蓬田村   |
|              | 蟹田村         | 蟹田村                       | 昭和16年10月5日 町制                                          | 蟹田町                      | 蟹田町                       | 平成17年3月28日 外ヶ浜町    | 外ヶ浜町 |
|              | 平舘村         | 平舘村                       | 平舘村                                                        | 平舘村                      | 平舘村                       | 平成17年3月28日 外ヶ浜町    | 外ヶ浜町 |
|              | 三厩村         | 三厩村                       | 三厩村                                                        | 三厩村                      | 三厩村                       | 平成17年3月28日 外ヶ浜町    | 外ヶ浜町 |
|              | 今別村         | 今別村                       | 今別村                                                        | 今別村                      | 昭和30年3月31日 今別町       | 今別町                      | 今別町   |
|              | 一本木村       | 一本木村                     | 一本木村                                                      | 一本木村                    | 昭和30年3月31日 今別町       | 今別町                      | 今別町   |

## 行政
歴代郡長
| 代 | 氏名 | 就任年月日                 | 退任年月日                | 備考                   |
| -- | ---- | -------------------------- | ------------------------- | ---------------------- |
| 1  |      | 明治11年（1878年）10月30日 |                           |                        |
|    |      |                            | 大正15年（1926年）6月30日 | 郡役所廃止により、廃官 |